# عمر مكرم (قرية)
قرية عمر مكرم هي إحدى القرى التابعة لمركز بدر في محافظة البحيرة في جمهورية مصر العربية. حسب إحصاءات سنة 2006، بلغ إجمالي السكان في عمر مكرم 9520 نسمة، منهم 4958 رجل و4562 امرأة.